# Lista över världsrekord i friidrott satta 2011
Det här är en lista över världsrekord i friidrott satta 2011. Det är bara rekord godkända av IAAF som återfinns i listan. 

## Inomhus
| Idrottare                                                                           | Land      | Gren            | Rekord      | Tävling                     | Plats   | Datum            | Gällde till     |
| ----------------------------------------------------------------------------------- | --------- | --------------- | ----------- | --------------------------- | ------- | ---------------- | --------------- |
| Ashton Eaton                                                                        | USA       | Sjukamp män     | 6 568       | Reval Hotels Cup            | Tallinn | 6 februari 2011  | 10 mars 2012    |
| Moskva-1: Alexandra Bulanova, Ekaterina Martynova, Jelena Kofanova, Anna Balakshina | Ryssland  | 4x800 m kvinnor | 8.06,24     | Ryska inomhusmästerskapen   | Moskva  | 18 februari 2011 | 3 februari 2018 |
| Teddy Tamgho                                                                        | Frankrike | Tresteg         | 17,91 meter | Franska inomhusmästerskapen | Aubiere | 20 februari 2011 | 6 mars 2011     |
| Teddy Tamgho                                                                        | Frankrike | Tresteg         | 17,92 meter | Inomhus-EM                  | Paris   | 6 mars           | 16 januari 2021 |
| Teddy Tamgho                                                                        | Frankrike | Tresteg         | 17,92 meter | Inomhus-EM                  | Paris   | 6 mars           | 16 januari 2021 |

## Utomhus
| Idrottare                                                      | Land      | Gren                          | Rekord      | Tävling                                    | Plats         | Datum             | Gällde till       |
| -------------------------------------------------------------- | --------- | ----------------------------- | ----------- | ------------------------------------------ | ------------- | ----------------- | ----------------- |
| Mary Jepkosgei Keitany                                         | Kenya     | 20 km kvinnor                 | 1:02.36     | Ras Al Khaimah International Half Marathon | Ras al-Khayma | 18 februari 2011  | 16 februari 2014  |
| Mary Jepkosgei Keitany                                         | Kenya     | Halvmaraton kvinnor           | 1:05.50     | Ras Al Khaimah International Half Marathon | Ras al-Khayma | 18 februari 2011  | 16 februari 2014  |
| Vera Sokolova                                                  | Ryssland  | 20 km gång kvinnor            | 1:25.08     |                                            | Sotji         | 26 februari 2011  | 6 juni 2015       |
| Yohann Diniz                                                   | Frankrike | 50 000 gång män               | 3:35.27,2   |                                            | Reims         | 12 mars 2011      | gäller 2022       |
| Mary Jepkosgei Keitany                                         | Kenya     | 30 km kvinnor (ej mixat lopp) | 1:39.11     | London Marathon                            | London        | 17 april 2011     | 13 april 2014     |
| Betty Heidler                                                  | Tyskland  | Släggkastning kvinnor         | 79,42 meter | Hallesche Werfertage                       | Halle         | 21 maj 2011       | 31 augusti 2014   |
| Moses Cheruiyot Mosop                                          | Kenya     | 25 000 m män                  | 1:12.25,4   | Prefontaine Classic                        | Eugene        | 3 juni 2011       | 1 november 2019   |
| Moses Cheruiyot Mosop                                          | Kenya     | 30 000 m män                  | 1:26.47,4   | Prefontaine Classic                        | Eugene        | 3 juni 2011       | 1 november 2019   |
| Jamaica: Nesta Carter, Michael Frater, Yohan Blake, Usain Bolt | Jamaica   | 4 x 100 meter män             | 37,04       | Världsmästerskapen i friidrott 2011        | Daegu         | 4 september 2011  | 11 augusti 2012   |
| Patrick Makau Musyoki                                          | Kenya     | 30 km män                     | 1:27.38     | Berlin Marathon                            | Berlin        | 25 september 2011 | 28 september 2014 |
| Patrick Makau Musyoki                                          | Kenya     | Maraton män                   | 2:03.38     | Berlin Marathon                            | Berlin        | 25 september 2011 | 29 september 2013 |

## U20-rekord
| Idrottare          | Land     | Gren                   | Rekord   | Tävling                      | Plats     | Datum            | Gällde till      |
| ------------------ | -------- | ---------------------- | -------- | ---------------------------- | --------- | ---------------- | ---------------- |
| Angelica Bengtsson | Sverige  | Stavhopp flickor       | 4,52     | Inomhus-JSM                  | Sätra     | 20 februari 2011 | 22 februari 2011 |
| Angelica Bengtsson | Sverige  | Stavhopp flickor       | 4,53     | XL-galan                     | Stockholm | 22 februari 2011 | 22 februari 2011 |
| Angelica Bengtsson | Sverige  | Stavhopp flickor       | 4,58     | XL-galan                     | Stockholm | 22 februari 2011 | 22 februari 2011 |
| Angelica Bengtsson | Sverige  | Stavhopp flickor       | 4,63     | XL-galan                     | Stockholm | 22 februari 2011 | 19 december 2015 |
| Zigismunds Sirmais | Lettland | Spjut pojkar           | 84,47    | European Cup Winter Throwing | Sofia     | 20 mars 2011     | 22 juni 2011     |
| Birtukan Adamu     | Etiopien | 3 000 m hinder flickor | 9.20,37  | Golden Gala                  | Rom       | 26 maj 2011      | 5 maj 2017       |
| Zigismunds Sirmais | Lettland | Spjut pojkar           | 84,69    |                              | Bauska    | 22 juni 2011     | 23 juli 2016     |
| Jelena Lasjmanova  | Ryssland | 10 000 m gång flickor  | 42.59,48 | Junior-EM                    | Tallinn   | 21 juli 2011     | 23 juli 2014     |

## U20-inomhusrekord
Vid sin kongress 2011 beslutade IAAF att införa inomhusvärldsrekord för juniorer. De nya reglerna började gälla 1 november 2011. I samband med det publicerades en lista över tidigare prestationer som godkändes som de första rekorden.
| Idrottare          | Land     | Gren             | Rekord   | Tävling           | Plats        | Datum            | Gällde till     |
| ------------------ | -------- | ---------------- | -------- | ----------------- | ------------ | ---------------- | --------------- |
| Mariya Kuchina     | Ryssland | Höjdhopp flickor | 1,97     |                   | Třinec       | 26 januari 2011  | 12 mars 2016    |
| Isiah Koech        | Kenya    | 5 000 m pojkar   | 12.53,29 | PSD Bank Meeting  | Düsseldorf   | 11 februari 2011 | gäller 2022     |
| Isiah Koech        | Kenya    | 3 000 m pojkar   | 7.37,50  | Flanders Indoor   | Gent         | 13 februari 2011 | 2 februari 2013 |
| Angelica Bengtsson | Sverige  | Stavhopp flickor | 4,63     | XL-galan          | Stockholm    | 22 februari 2011 | 31 januari 2016 |
| Kirani James       | Grenada  | 400 m pojkar     | 44,80    | SEC Championships | Fayetteville | 27 februari 2011 | gäller 2022     |